# Vernayaz
Vernayaz je obec v západní (frankofonní) části Švýcarska, v kantonu Valais. Žije zde přibližně 1 900 obyvatel.

## Geografie

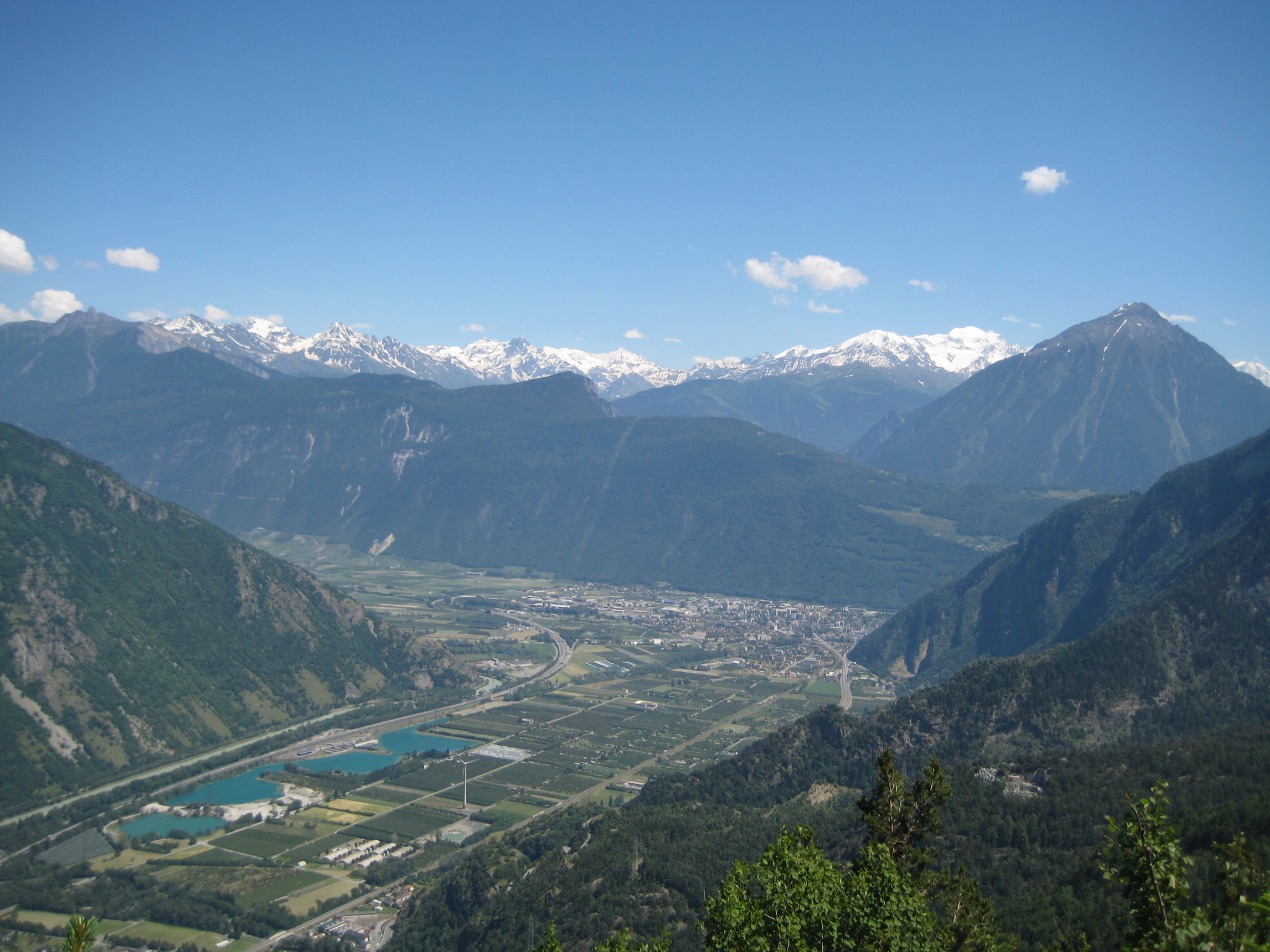
Údolí Rhôny u Vernayaz

Obec Vernayaz se nachází u vstupu do údolí Vallée du Trient v dolním Valais na západním břehu Rhôny. Jižně od obce se do Rhôny vlévá řeka Trient a ze západu na severu se do Rhôny vlévá řeka Salanfe. Obec se skládá ze tří vesnic Vernayaz, Miéville a Gueuroz.

## Historie
V 11. století potvrdil Rudolf III. Burgundský práva opatství Saint-Maurice na Ottanel a Salvan. Až do roku 1798 tvořily Ottanel, Gueuroz a Salvan čtvrť kastelánství Salvan v panství Saint-Maurice. Spolu s Miéville tvořila tato čtvrť v letech 1798–1912 obec Salvan. Politická obec Vernayaz vznikla v roce 1912 oddělením od obce Salvan.
Kaple je zmiňována v roce 1146, farnost v roce 1178 a centrum této farnosti, která zahrnovala údolí Trientu se Salvanem a Finhautem, bylo v roce 1265 přeneseno do Salvanu. Vernayaz s kostelem Notre-Dame postaveným v roce 1893 je od roku 1920 samostatnou farností. Kolem roku 1635 zničila Vernayaz povodeň na řece Rhôně.

## Obyvatelstvo
| Vývoj počtu obyvatel | Vývoj počtu obyvatel | Vývoj počtu obyvatel | Vývoj počtu obyvatel | Vývoj počtu obyvatel | Vývoj počtu obyvatel | Vývoj počtu obyvatel | Vývoj počtu obyvatel | Vývoj počtu obyvatel |
| -------------------- | -------------------- | -------------------- | -------------------- | -------------------- | -------------------- | -------------------- | -------------------- | -------------------- |
| Rok                  | 1920                 | 1950                 | 2000                 | 2010                 | 2012                 | 2014                 | 2016                 |                      |
| Počet obyvatel       | 992                  | 1079                 | 1597                 | 1769                 | 1839                 | 1906                 | 1881                 |                      |

## Hospodářství
V 18. století byla ve Vernayazu sklárna a v 19. století se zde těžila břidlice. Na počátku 20. století zde byla zřízena pila, koželužna a továrna na výrobu puškových pažeb a továrna na obaly. Vernayaz se až do první světové války rozvíjel jako turistické středisko s roklí řeky Trient a vodopádem Pissevache. V letech 1947–1952 byla postavena vodní elektrárna Miéville, ve které pracuje mnoho obyvatel obce.

## Doprava

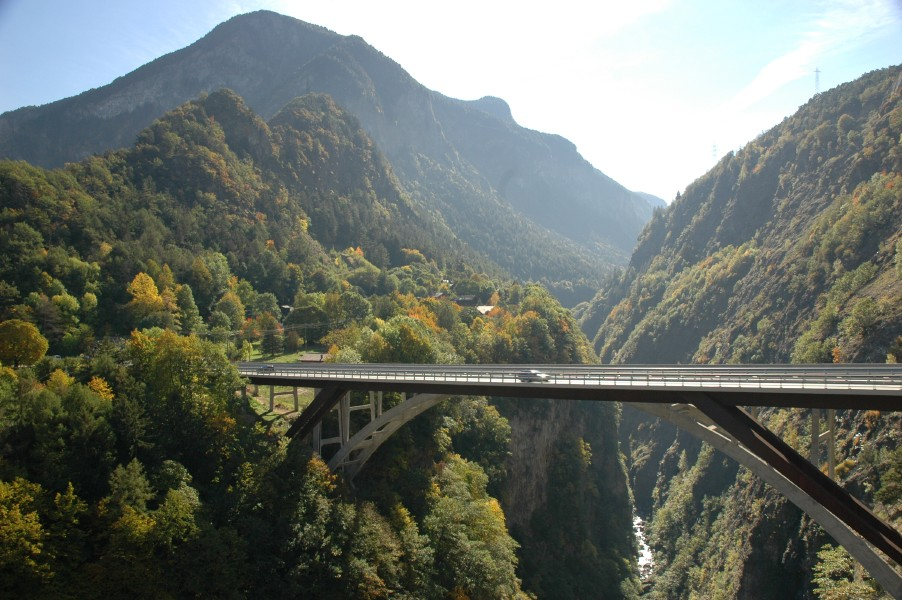
Most Pont de Gueuroz

Vernayaz leží na křižovatce dopravní trasy vedoucí údolím Rhôny a trasy vedoucí údolím Vallée du Trient do Chamonix. Obec je od roku 1859 obsluhována tratí Simplonskou dráhou (Lausanne–Sion, zastávka Vernayaz) a v roce 1907 k ní přibyla dráha Martigny–Châtelard s metrovým rozchodem. Kromě vlaků do obce zajíždí také autobusové linky Postauto.
Původně vedla silnice do údolí Vallée du Trient z Vernayaz se 43 vlásenkovými zatáčkami do Salvanu. Ve 30. letech 20. století byla nahrazena silničním spojením z Martigny, které vede přes most Pont de Gueuroz.
V 70. letech 20. století byla obec napojena na dálnici A9, která prochází údolím Rhôny. Nejbližší nájezd je exit 21 (Martigny); obcí prochází také kantonální hlavní silnice č. 9.